# 大阪狭山市議会
大阪狭山市議会（おおさかさやましぎかい）は、大阪府大阪狭山市に設置されている地方議会である。

## 概要
- 定数：14人
- 任期：2023年5月1日 - 2027年4月30日
- 選挙区：市全体を1選挙区とする大選挙区制（単記非移譲式）
- 議長：鳥山健（共創みらい）
- 副議長：久山佳世子（公明党）

## 会派
| 会派名           | 議席数 | 議員名（◎は幹事長）                   | 女性議員数 | 女性議員の比率(%) |
| ---------------- | ------ | ------------------------------------- | ---------- | ----------------- |
| ええまち狭山     | 1      | 小芝英俊                              | 0          | 0                 |
| 大阪維新の会     | 3      | ◎中野学、中井勝也、西野滋胤           | 0          | 0                 |
| 共創みらい       | 4      | ◎松井康介、池永裕樹、鳥山健、花田全史 | 0          | 0                 |
| 公明党           | 3      | ◎北好雄、久山佳世子、山本あさみ       | 2          | 66.67             |
| 政風クラブ       | 1      | 山本尚生                              | 0          | 0                 |
| 日本共産党議員団 | 2      | ◎北村栄司、深江容子                   | 1          | 50                |
| 計               | 14     |                                       | 3          | 21.43             |

（2024年5月15日現在）

## 沿革
2019年
- 4月21日 - 大阪狭山市議会議員選挙実施。定数15。投票率49.51％。
- 同日 - 大阪狭山市長選挙実施。前市議の丸山高廣は現職市長の古川照人との一騎打ちに敗れ落選。

2020年
- 9月6日 - 端雅（大阪維新の会）が死去[2]。

2022年
- 3月25日 - 3月定例会で、議員定数を15人から14人に変更する条例案が可決された。
- 5月16日 - 山本尚生（政風クラブ ）が議長に、井上健太郎（改新さやま）が副議長に選出された[3]。

2023年
- 2月2日 - 井上健太郎が、2020年9月中旬に大阪府内の宿泊施設で自らが主催した1泊2日の交流イベントで、就寝時に女児4人の体を触ったとして、強制わいせつ容疑で逮捕された。井上は議員活動のかたわら、小学生を募り、自然と触れ合う泊りがけのイベントを「健ちゃんキャンプ」と称して定期的に開催していた[4][5]。
- 2月7日 - 被害に遭った女児の保護者らが、代理人弁護士の仲岡しゅんらを通じて声明を発表。「イベント直後に子どもたちから被害を打ち明けられたが、何かの勘違いだろうと考えてしまった」と説明した。また、井上が活動報告のためとの名目で女児の入浴中に写真を撮ったり、浴場に入ってきたりすることがあったことが明らかとされた[6]。
- 2月13日 - 井上は弁護士を通じて副議長辞職願を提出。議員辞職はしなかった[7]。
- 2月15日 - 市議会は井上の副議長辞職願を許可し、新たな副議長に松尾巧を選んだ[7]。
- 同日 - 市議会は緊急議会を開き、議員が逮捕された場合などに議員報酬支給を一時差し止める特例条例案を全会一致で可決した。大阪狭山市議の議員報酬は月額47万5千円。条例は即日施行され、井上の15日以降の報酬が差し止めの対象となった[7]。
- 2月22日 - 井上は、2021年8月上旬に大阪府外の宿泊施設で、自ら主催した小学生向け「宿泊レクリエーション」に参加した10代の小学生女児の体を触るわいせつな行為をしたとして、強制わいせつ容疑で再逮捕された。被害女児は参加者には含まれていなかったが、「どうしても参加してほしい」と井上が保護者に頼み込み、途中から1泊の予定で合流した。井上は車で女児を府内の自宅まで迎えに行き、宿泊施設で他の女児と別の部屋に連れて行き、犯行に及んだとされる[8]。
- 3月20日 - 市議会は井上に対する辞職勧告決議案を賛成多数で可決した[9]。
- 4月3日 - 井上が辞職[10]。
- 4月23日 - 大阪狭山市議会議員選挙実施。定数は15→14に変更。投票率47.64％。
- 5月16日 - 北好雄（公明党）が議長に、松井康介（共創みらい）が副議長に選出された。

2024年
- 3月28日 - 会派共創みらいに池永裕樹が合流し、最大会派となる。
- 5月15日 - 鳥山健（共創みらい）が議長に、久山佳世子（公明党）が副議長に選出された。